# Manwel Chaczatrian
Manwel Chaczatrian (orm. Մանվել Խաչատրյանը; ur. 1 stycznia 2004) – ormiański zapaśnik walczący w stylu klasycznym. Zajął piąte miejsce na mistrzostwach świata w 2024. Brązowy medalista mistrzostw Europy w 2024, piąty w 2025 roku.